# 成德節度使
成德軍節度使，又称恒冀節度使、镇冀節度使，是唐朝在今河北成德地区设置的節度使，唐末到五代割据，为河北三镇之一。也是河北最稳定的一个藩镇，160年來的統治者，只有三個家族更迭。

## 李氏割据
首任节度使李宝臣，原名张忠志，原为史朝义旧将。宝应元年（762年）投降唐朝，唐朝为了笼络河北旧部，任命张忠志为恒阳节度使（777年改为成德节度使），赐名李宝臣，统恒州、赵州（今河北赵县）、深州（今河北深州市）、定州（今河北定州市）、易州（今河北易縣），又增領冀州（今河北冀州区）、驻恒州（今河北正定县），拥兵十万，形同割据，与田承嗣、李怀仙称“河朔三镇”。
唐德宗建中二年（781年）一月，李宝臣死，其子行军司马李惟岳谋世袭父位，朝廷不允，李惟岳與魏博節度使田悦等起兵叛乱。唐德宗任命张孝忠为成德节度使，与朱滔联兵伐李惟岳。建中三年（782年）正月，朱滔、张孝忠破李惟岳于束鹿（今河北辛集）。契丹人成德兵马使王武俊倒戈，生擒李惟岳，缢死辕门外，传首京师。

## 契丹王氏
唐德宗将成德节度使分割为义武节度使（定州、易州、沧州）和恒冀都团练观察使、深赵都团练观察使，三月任命王武俊为恒冀都团练观察使。王武俊欲谋得成德节度使，以功高赏薄，对朝廷不满，又瞧不起张孝忠，暗中与幽州节度使朱滔相互勾结。是年十一月，朱滔称冀王，与李纳称齐王、田悦称魏王、王武俊称赵王。興元元年（784年），李抱真亲赴王武俊营部，劝降武俊，二人结为兄弟。王武俊与李抱真联合对付朱滔。王武俊归顺朝廷，进位检校太尉兼中书令。王武俊死后，子王士真、孙王承宗相继袭位。
元和五年（810年），唐宪宗遣宦官左神策中尉吐突承璀率河东、义武、卢龙、横海、魏博、昭义六镇对其进行讨伐，却无功而还。元和十一年（816年），王承宗勾结淮西節度使吴元济，宪宗发六道兵，以十万士兵进行讨伐，两年无功，宪宗被迫罢兵。魏博節度使田弘正奉詔讨伐王承宗，元和十二年（817年）田弘正大破王承宗于南宮，王承宗势蹙请降，唐廷亦因久战乏力，以王承宗为成德节度使。元和十三年（818年），淮西平定，王承宗迫于形势，献地谢罪。元和十五年（820年）王承宗死，其弟王承元上表归顺朝廷，拒絕指揮成德軍，朝廷命之為義成節度使。又調動魏博的田弘正掌成德軍。

## 回紇王氏
元和十五年（820年），魏博节度使田弘正调为成德节度使。當年乏餉，田弘正家中卻耗費無度，成德眾人皆為不滿，認為長官昏昧不明，長慶元年（821年）七月，田弘正准许卫兵三千人返回魏博，成德军都知兵马使王廷湊潜怀异志，勾结牙兵，杀害田弘正，田弘正家属、将佐三百余人同时遇害。
王廷湊為回紇阿布思人，要求朝廷授其為节度使，又取冀州，杀刺史王进岌，天子詔韩愈前往镇州宣谕。朝廷命田弘正之子田布为魏博节度使，全军三万人讨王庭湊，同时命令横海、昭义、河东、义武诸军协同作战。值大雪缤纷，军不得进，朝廷只好默认王廷湊之地位。
唐文宗太和八年（834年），王廷湊死亡，其子王元逵继任节度使。王元逵一改其父骄横跋扈之姿，对朝廷十分恭順，朝贡不绝。唐武宗会昌四年（844年），澤潞之戰爆發，奉敕为澤潞北面招讨使，协同刘沔、王茂元一起攻讨澤潞留後刘稹，王元逵攻宣务栅（在今河北隆尧县西北），并在尧山（今河北隆尧县西北）击败刘稹。之后，其子王绍鼎、王绍懿，其孙王景崇先后世襲。
唐僖宗中和三年（883年），王景崇死后，年仅十岁的儿子王镕继位。王镕足智多谋，在李克用父子、朱温、罗绍威等有力藩鎮之间周旋，割据成德近四十年，被后梁封为赵王，为避朱温父讳，成德军改名武顺军，王镕后又投靠李克用子晋王李存勗，武顺军又改回成德军。但王镕晚年迷信方士長生不老之術，荒廢藩政，被义子张文礼兵變所杀，后来张文礼的儿子张处瑾为李存勗所灭，成德军并入晋国。

## 历代節度使
- 李宝臣（762－781年）
- 李惟岳（781－782年）（自称）

- 张孝忠（781－782年，未实领）

- 王武俊（782－801年）
- 王士真（801－809年）
- 王承宗（809－820年）
- 王承元（820年）

- 田弘正（820－821年）
- 牛元翼（821—822年）

- 王廷湊（822－834年）
- 王元逵（834－855年）
- 王绍鼎（855－857年）（855年李泽遥領）
- 王绍懿（857－866年）（857年李汭遥領）
- 王景崇（866－883年）
- 王鎔（883－921年）

- 张文礼（921年）
- 张处瑾（921－922年）
- 张处球（922年）

- 李存勗（922—923年）（兼領）
- 符习（922—923年）
- 张宪（923年）
- 任圜（923年）
- 郭崇韬（923—925年）
- 李嗣源（925—926年）
- 王建立（926—928年）[1]
- 范延光（928—930年）[2]
- 李从厚（930—931年）
- 李从敏（931—933年）
- 范延光（933—934年）
- 石敬瑭（934年）
- 李重美（934—935年）
- 董温琪（935—936年）
- 安重荣（936—942年）
- 杜重威（942—945年）
- 马全节（945年）
- 王周（945—946年）
- 赵延寿（947年）
- 耶律拔里得（947年）
- 白再荣（947—948年）
- 刘在明（948年）
- 武行德（948—951年）
- 何福进（951—954年）
- 曹英（954年）
- 郭崇（954—960年）
- 昝居润（960年）
- 韩令坤（961—968年）
- 刘载（968—971年）
- 刘审琼（972—977年）

## 辖区
- 恒州（治今河北正定县），首府，820年改名镇州
- 冀州（治今河北冀州区）
- 赵州（治今河北赵县）
- 深州（治今河北深州市）

### 短期暂领
- 定州（治今河北定州市）
- 易州（治今河北易县）
- 沧州（治今河北沧县）
- 德州（治今山东陵城区）
- 棣州（治今山东惠民县）

## 註腳
1. ↑  《资治通鉴·卷二百七十六》重诲恶成德节度使、同平章事王建立，奏建立与王都交结，有异志。。。。。。癸亥，以建立为右仆射兼中书侍郎、同平章事、判三司。
2. ↑  《资治通鉴·卷二百七十六》以枢密使范延光为成德节度使。